# Dragan Jelić
Dragan Jelić (1986. február 27. –) Szlovén labdarúgó, csatár. Az osztrák ASK Voitsberg játékosa.

## Pályafutása
Jelić az NK Maribor csapatánál kezdte pályafutását, első profi szerződését 2003-ban írta alá. A 2006-2007-es idényben a török élvonalban szereplő Çaykur Rizespor játékosa volt, majd hazatért a Mariborba. Legeredményesebb szezonja a 2009-10-es volt, amikor 15 bajnoki találattal házi gólkirálya lett csapatának. 2011 tavaszán a holland Willem II-hez került kölcsönbe, majd visszatért Mariborba, ahonnan 2012 februárjában távozott végleg, a szintén első osztályú ND Mura 05 igazolta le. A 2013-14 szezonra az osztrák Kapfenberger SV szerződtette, azonban onnan is hamar tovább állt, a szerb FK Radnički Niš játékosa lett.